# Dionysiouklooster

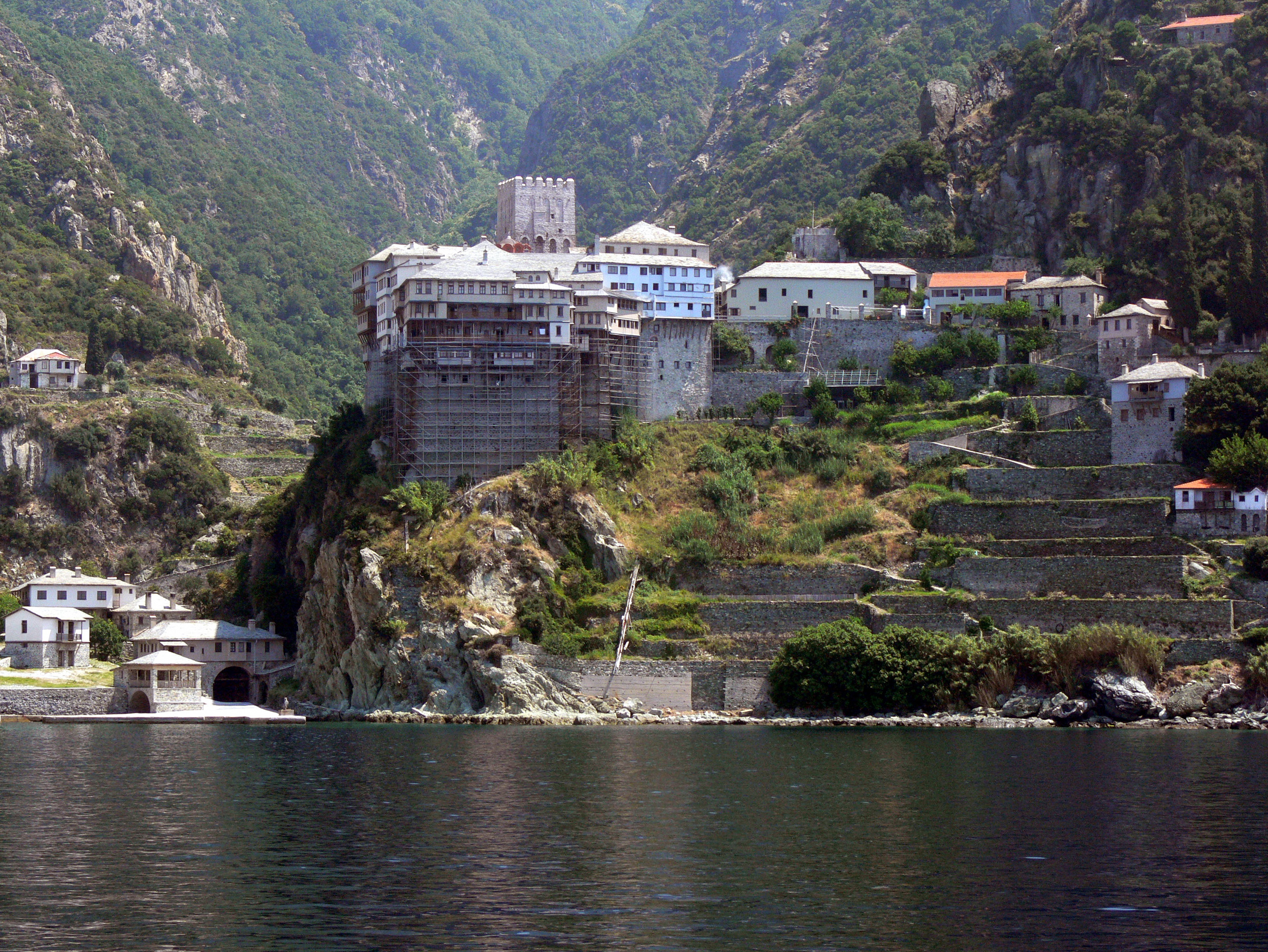

Het Dionysiou-klooster (Grieks: Μονή Διονυσίου) is een Grieks-orthodox klooster in de monastieke staat van de berg Athos in Griekenland in het zuidwesten van het schiereiland Athos. Het klooster staat op de vijfde plaats in de hiërarchie van de Athonitische kloosters. Het is een van de twintig zelfbesturende kloosters in Athos en was opgedragen aan Johannes de Doper .

## Geschiedenis
Het klooster werd in de 14e eeuw gesticht door Sint Dionysius van Korisos en is naar hem vernoemd. Het is gebouwd in Byzantijnse stijl. Volgens de Russische pelgrim Jesaja was het klooster aan het einde van de 15e eeuw Servisch. 
De bibliotheek van het klooster bevatte 804 manuscripten en meer dan 4.000 gedrukte boeken. De oudste manuscripten stammen uit de 11e eeuw.
Het klooster heeft nu een gemeenschap van ongeveer 50 monniken.